# گمینا زالشه

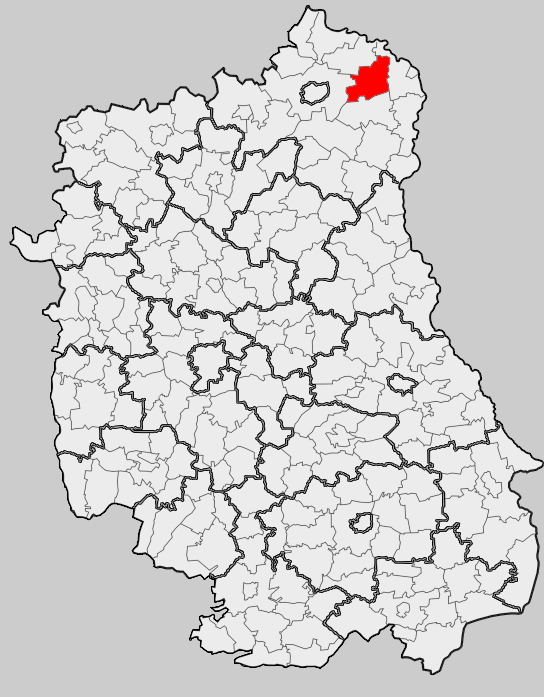
موقعیت گمینا زالشه در نقشه لهستان

گمینا زالشه (به لهستانی:  Gmina Zalesie) یک گمینا در لهستان است که در شهرستان بیاوا پودلاسکا واقع شده‌است. گمینا زالشه ۱۴۷٫۱۶ کیلومتر مربع مساحت و ۴٬۴۲۷ نفر جمعیت دارد.